# Iva Bittová
Iva Bittová (ur. 22 lipca 1958 w Bruntálu) – czeska awangardowa skrzypaczka, wokalistka i kompozytorka. Swoją karierę rozpoczęła w połowie lat 70., występując w kilku czeskich filmach. We wczesnych latach 80. zaczęła grać na skrzypcach i śpiewać. Jej unikatowy sposób śpiewu oraz technika gry przyniosły jej międzynarodową sławę. Nagrała kilkanaście płyt.
Muzyka Bittovej stanowi połączenie rocka oraz muzyki ludowej Europy Wschodniej. W swojej grze na skrzypcach wykorzystuje różne techniki, m.in. uderzanie strun różnymi przedmiotami czy traktowanie skrzypiec jak banjo. Jej głos zmienia się od tradycyjnego śpiewu do krzyku, świergotu i jęków. W swoje występy angażuje całe ciało, wykorzystując zdolności aktorskie, zamienia je za każdym razem w odmienny performance.

## Życiorys
Urodziła się w Bruntálu, w północnych Morawach, w rodzinie muzycznej. Dom pełen był muzyki – klasycznej, jazzu, ludowej, słuchanej z płyt i tej granej przez rodzinny zespół, w którym Ivie przypadła rola skrzypaczki, choć sama wolała śpiewać. Pobierała też lekcje baletu. Jej ojciec był muzykiem w teatrze i jego trzy córki wcześnie zadebiutowały na scenie w dziecięcych rolach. Od 1971 przez około 10 lat występowała jako aktorka. Studiowała aktorstwo w Brnie. Zasłynęła w swojej pierwszej roli teatralnej jako Eržika w spektaklu Zdeňka Pospíla „Balada pro banditu” (Ballada dla bandyty). Pojawiła się też w wielu czeskich filmach, a także w telewizji i radiu.
W latach 80. wróciła do muzyki, studiując w klasie skrzypiec u Rudolfa Šťastnego, profesora Akademii Sztuk Scenicznych im. Leoša Janáčka w Brnie. W 1984 poznała perkusistę Pavla Fajta z rockowej grupy Dunaj. Fajt został później jej mężem, z nim też nagrała pierwszą płytę, Bittová + Fajt (1985). Łączyła ona style alternatywnego rocka oraz cygańskiej i słowiańskiej muzyki ludowej. To połączenie stylów miało się stać cechą charakterystyczną wydawnictw Bittovej. Ich następna wspólna płyta, Svatba (1987) została wydana za granicą. Zauważył ją znany gitarzysta awangardowy Fred Frith, który wykorzystał muzykę w filmie Step Across the Border (1990). To sprawiło, że Bittová została zauważona poza Wschodnią Europą, mogła też zagrać pierwszą międzynarodową trasę koncertową. W późniejszych latach współpracowała z czołowymi przedstawicielami awangardy rockowej: Fredem Frithem, Tomem Corą, grupami Art Zoyd i Bang on a Can.
Pierwszym w pełni solowym albumem Bittovej była Iva Bittová (1991). Sukcesem artystycznym i komercyjnym okazał się owoc współpracy z gitarzystą Vladimírem Václavkiem – dwupłytowy album Bílé Inferno (1997). Wraz z Václavkiem założyła zespół Čikori, z którym nagrała też płytę o tej nazwie.

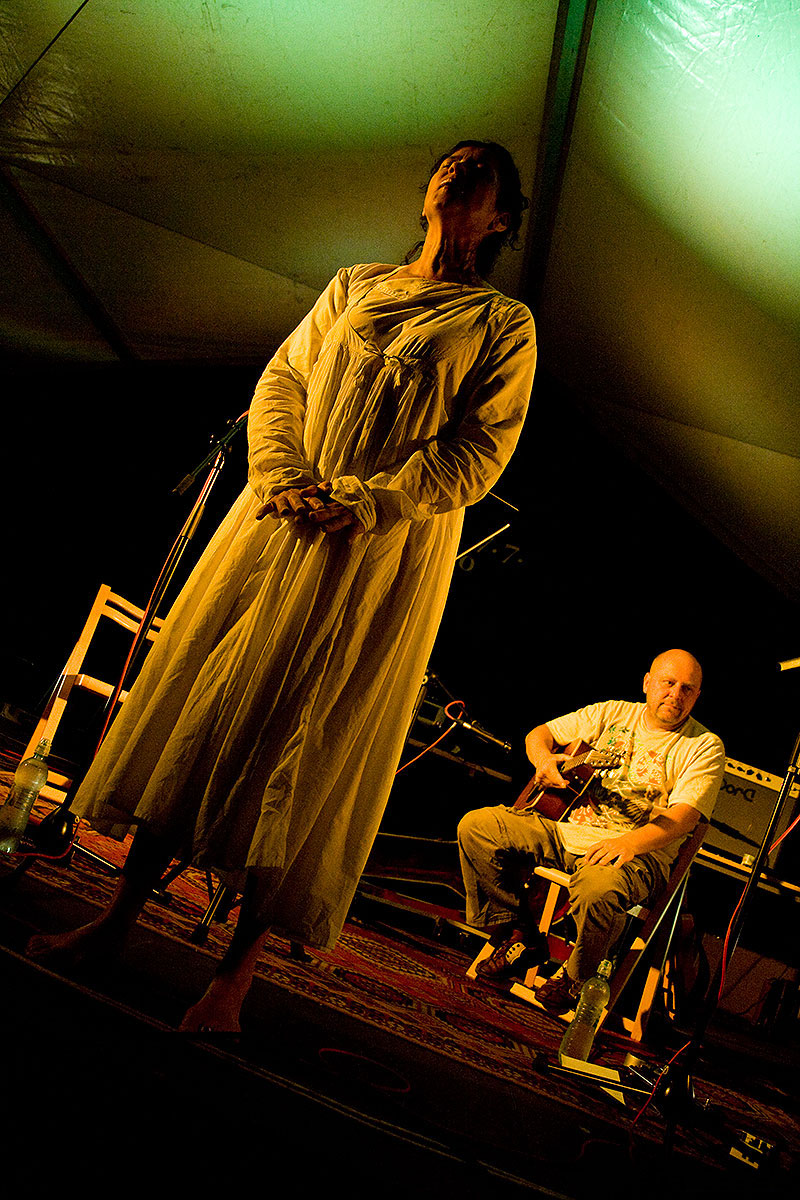
Bittová i Václavek na festiwalu Święto Herbaty w Cieszynie, 2010

Bittová wystąpiła kilkukrotnie w Polsce:
- 16 lipca 2000, wraz z zespołem Čikori (Vladimír Václavek, František Kučera, Jaromír Honzák i Miloš Dvořáček) w Nowym Sączu w ramach V Międzynarodowego Festiwalu Muzyki Etnicznej i Eksperymentalnej „Muzyka w Krajobrazie”
- 5 czerwca 2001 solo w Teatrze Małym w Warszawie
- 12 listopada 2008 solo w Starym Browarze w Poznaniu
- 22 marca 2009 wraz z zespołem Bang on a Can All Stars w ramach XXX Przeglądu Piosenki Aktorskiej we Wrocławiu oraz 24 marca 2009 w Starym Browarze w Poznaniu
- 12 czerwca 2009 w duecie z Lisą Moore w ramach II festiwalu Ethno Port w Poznaniu
- 16 lipca 2010 z Václavkiem na festiwalu Święto Herbaty w Cieszynie[2].
- 16 czerwca 2013 solo w Kinoteatrze Rialto w Katowicach

Artystka jest żoną Pavla Fajta, z którym ma dwóch synów, Matouša i Antonína. Przez wiele lat mieszkała we wsi Lelekovice niedaleko Brna, obecnie z Antonínem mieszka w Rhinebeck koło Nowego Jorku.

## Dyskografia
- 1975 Balada pro banditu (LP, rejestracja spektaklu teatralnego emitowanego przez radio)
- 1987 Bittová + Fajt (LP, z Pavlem Fajtem)
- 1987 Svatba (LP, z Pavlem Fajtem)
- 1989 Dunaj a Bittová (LP, z grupą Dunaj)
- 1991 Iva Bittová (LP, wznowiona w 1996 jako Divná Slečinka)
- 1991 River of Milk (CD)
- 1994 Ne Nehledej (CD)
- 1995 Kolednice (CD)
- 1996 Pustit Musis (CD, z grupą Dunaj)
- 1997 Solo (CD)
- 1997 Bílé Inferno (2xCD, z Vladimírem Václavkiem)
- 1997 Béla Bartók – 44 Dueta pro Dvoje Housle (CD, z Dorotą Kellerovą)
- 1998 Classic (CD, z Kwartet Škampa)
- 2000 Dance of the Vampires (CD, z Netherlands Wind Ensemble)
- 2001 Echoes (CD, z Andreasem Kröperem)
- 2001 Čikori (CD, z Vladimírem Václavkiem)
- 2004 Leoš Janáček – Moravian Folk Poetry in Songs (CD, z Kwartet Škampa)
- 2002 j.h. (jako host) (CD, składanka występów na płytach innych wykonawców)
- 2005 Elida (CD, z Bang on a Can)
- 2013 Iva Bittová

## Videografia
- 2006 Superchameleon (DVD, zapis koncertu w Pradze 26 marca 2006, materiały archiwalne)

## Filmografia
- 1976 Ružové sny
- 1976 Die Insel der Silberreiher
- 1977 Jak se budí princezny
- 1978 Balada pro banditu
- 1983 Únos Moravanky
- 1988 Mikola a Mikolko
- 1991 Czułość (Neha)
- 2003 Żelary
- 2007 Sekrety (Tajnosti)